# اچ‌تی‌سی دیزایر آی
اچ‌تی‌سی دیزایر آی نام اسمارت فون ویژه سلفی اچ‌تی‌سی است که دوربین بسیار قدرتمندی به جلوی خود دارد. دوربین جلو این گوشی کیفیت فوق‌العاده‌ای دارد. البته معمولاً اکثر تصاویر سلفی در شبکه‌های اجتماعی قرار می‌گیرند و شبکه‌های اجتماعی هم تا حد زیادی کیفیت عکس را کاهش می‌دهند.

## طراحی
الگوی طراحی این دستگاه از سری وان اچ‌تی‌سی پیروی می‌کند و طراحی فوق‌العاده‌ای دارد. این دستگاه در جلو، لنز دوربینی به بزرگی پشت خود دارد که جهت تصاویر سلفی فوق‌العاده با کیفیت طراحی شده‌است.
همچنین این اسمارت فون ۱۵۴ گرم است.
این دستگاه ضدآب و ضد گرد و غبار است.

## دوربین
این دستگاه، دو دوربین ۱۳ مگاپیکسلی، هم در جلو و هم در عقب خود دارد. هر دو سمت، یک فلاش ال‌ای‌دی دوگانه دارند و همچنین هر دو دوربین، گشادگی F2.0 دارند.
این دوربین می‌تواند با وضوح 1080p اچ‌دی فیلم‌برداری کند.

## سخت‌افزار
این دستگاه با توجه به اینکه پرچمدار نیست، مجهز به چیپ قدرتمند کوالکام اسنپ دراگون ۸۰۱ است که در اکثر پرچم داران ۲۰۱۴ نیز همین چیپ قرار دارد. پردازنده این دستگاه نیز ۴ هسته‌ای و با کلاک ۲٫۳ گیگاهرتز می‌باشد. رم این دستگاه هم ۲ گیگابایت می‌باشد. این دستگاه از میکرواس‌دی تا ۱۲۸ گیگابایت پشتیبانی می‌کند.

## نرم‌افزار
اچ تی سی اندروید نسخه ۵٫۰٫۲ با رابط کاربری Sense 6.55 را برای این گوشی عرضه کرده‌است. قرار است در سال ۲۰۱۶ این گوشی به اندروید نسخه ۶٫۰٫۱ و رابط کاربری Sense 7 بروز رسانی شود.

## باتری
این دستگاه مجهز به یک باتری ۲۴۰۰ میلی‌آمپری است و با اینکه این گوشی نسبت به اندازه صفحه نمایش، باتری با ظرفیت کمی دارد اما دوام باتری در استفاده معمولی حدود ۷۰ ساعت است که بسیار عالی است، این دستگاه از قابلیت Quick Charge 2.0 پشتیبانی می‌کند (با این قابلیت گوشی در مدت ۳۰ دقیقه ۶۰ درصد شارژ می‌شود).

## صفحه نمایش
اچ‌تی‌سی دیزایر آی مجهز به صفحه نمایشی ۵٫۲ اینچی با رزولوشن ۱۰۸۰ در ۱۹۲۰ و دانستیه (چگالی تصویر) 424ppi (۴۲۴ پیکسل بر اینچ) و سنسور روشنایی (سنسوری جهت تنظیم روشنایی صفحه نمایش مطابق با نور محیط) است. می‌توان گفت یکی از بهترین صفحه نمایش‌های بازار است و در زیر نور مستقیم خورشید هیچ مشکلی برای نمایش ندارد.